# خوسيه أداوتو بيزيرا
خوسيه أداوتو بيزيرا (بالبرتغالية: José Adauto Bezerra‏) (3 يوليو 1926 - 3 أبريل 2021) كان سياسيًا برازيليًا. كان حاكم سيارا من 1975 إلى 1978. توفي بسبب المضاعفات المتعلقة بـ كوفيد 19.